# Классификатор клиринговых валют
Классификатор клиринговых валют — отраслевой стандарт, представляющий собой перечень клиринговых и некоторых замкнутых валют с указанием их цифровых или буквенно-цифровых кодов. Используется при учёте банковских операций с соответствующими валютами, а также при заполнении таможенных деклараций.
В качестве самостоятельного документа Классификатор клиринговых валют появился в 1997 году, причём в двух независимых редакциях:
- Классификатор клиринговых валют Государственного таможенного комитета Российской Федерации (ККВ ГТК)[1][2];
- Классификатор клиринговых валют Центрального банка Российской Федерации (ККВ ЦБ РФ)[3].

Обе были разработаны на базе утратившего силу Общесоюзного классификатора валют и по сути отличались лишь первой буквой в коде клиринговой валюты.
С 1 января 1998 года редакция ГТК была аннулирована, и в настоящее время действует только редакция ЦБ РФ, включающая несколько сотен денежных единиц, которые не пересекаются с валютами Общероссийского классификатора валют. Последнее обновление ККВ ЦБ РФ было произведено 13 августа 1998 года.

## Редакции классификатора и сферы их применения
Клиринговые валюты — расчётные денежные единицы, используемые при организации международных расчётов в качестве единицы учёта в денежном выражении поставок товаров и услуг, исполнения других натуральных и денежных, в том числе в других валютах, обязательств и требований. Они активно применялись для обслуживания внешнеэкономической деятельности в Советском Союзе и были включены в единый Общесоюзный классификатор валют. При этом в части именно клиринговых валют этот классификатор поддерживался Внешэкономбанком СССР (ККВ ВЭБ). В 1994 году союзный классификатор был аннулирован, и вместо него утвержден Общероссийский классификатор валют, куда клиринговые валюты не вошли. В результате в 1997 году появились сразу две редакции классификатора клиринговых валют. Первой по времени была редакция Государственного таможенного комитета (ККВ ГТК), которая действовала с 1 января по 31 декабря 1997 года. Чуть позже была утверждена редакция Центрального банка Российской Федерации (ККВ ЦБ РФ), введённая в действие с 1 сентября 1997 года в области валютного контроля, а с 1 января 1998 года заменившая ККВ ГТК в области таможенного оформления. Эта редакция продолжает использоваться и сегодня:
- в терминологии ЦБ РФ — для «проведения единой учётной политики и обеспечения однозначной идентификации валют по межправительственным соглашениям, (клиринговых валют) в автоматизированных системах обработки банковской информации, унификации системы классификации и кодирования, используемой в банковских автоматизированных системах»[3];
- в терминологии таможенных органов — для «обеспечения функционирования таможенно-банковской системы валютного контроля за валютными операциями, связанными с перемещением товаров через таможенную границу Российской Федерации по контрактам, предусматривающим расчёты в клиринговых валютах»[4].

Так, например, коды ККВ используются для идентификации денежных единиц при проведении тендеров по клиринговым валютам, которые проводит Внешэкономбанк.
Характерной особенностью всех редакций классификатора является упоминание таких денежных единиц, как мэнский, шотландский фунты  и некоторых других локальных валют, которые не включены в стандарт ISO 4217, а вслед за ним и в Общероссийский классификатор валют. Действующая версия классификатора, опубликованная в виде приложения к одному из приказов Федеральной таможенной службы (Таблица соответствия клиринговой валюты и базовой валюты по Общероссийскому классификатору валют; ККВ ФТС), дополнительно содержит указание на соответствие клиринговой валюты (в части валюты учёта) денежной единице, включённой в Общероссийский классификатор валют.
В наглядном виде хронологические рамки и области применения Классификатора клиринговых валют (редакции ККВ ГТК и ККВ ЦБ РФ) могут быть представлены следующей схемой:

## Принципы кодирования клиринговых валют
В названиях клиринговых валют, используемых в классификаторе, могут отражаться следующие данные:
- валюта учёта (валюта, в которой ведется учёт, сальдируется движение товаров и денежных средств);
- валюта расчётов (валюта, в которой производятся фактические платежи, происходит выравнивания расчётного сальдо);
- способ выравнивания сальдо (свободная или ограниченная его конверсия в валюту расчётов);
- страна, с которой заключён контракт;
- тип контракта.

В Общесоюзном классификаторе валют в зависимости от внутренних свойств (свободно конвертируемая, замкнутая), от способов использования (для клиринга, для прямых расчётов), от социально-политической системы и уровня экономического развития страны, с которой заключён контракт (соцстрана, развивающаяся страна), все валюты были разбиты на пять (позже шесть) групп, каждой из которых соответствовала одна или несколько цифр от нуля до девяти. Внутри группы денежным единицам присваивались двухзначные порядковые номера от «00» до «99». Таким образом, код был трёхзначным цифровым, где первая цифра описывала ключевые признаки самой валюты, её эмитента и/или способы использования, а две последних являлись порядковым номером денежной единицы в группе.
Впоследствии первая цифра кода была заменена на заглавную букву кириллицы (в редакции классификатора клиринговых валют, изданного Государственным таможенным комитетом Российской Федерации; ККВ ГТК) или на заглавную букву латинского алфавита (в редакции Центрального банка Российской Федерации; ККВ ЦБ РФ). При этом в связи с тем, что почти все социалистические страны встали на капиталистический путь развития, многие замкнутые валюты превратились в свободно конвертируемые, но при этом сохранили свои исходные коды, изначальные группы классификатора утратили своё значение. В настоящее время клиринговые коды в большинстве случаев представляют собой не более чем трёхзначные буквенно-цифровые порядковые номера валют в классификаторе.
| Наименование клиринговой валюты                                       | Код ОКВ:1984 | Код ККВ ГТК | Код ККВ ЦБ РФ |
| --------------------------------------------------------------------- | ------------ | ----------- | ------------- |
| Испанские песеты с платежом в долларах США                            | 004          | Б04         | A04           |
| США доллары расчётные с платежом в швейцарских франках                | 104          | Г04         | B04           |
| Английские фунты стерлингов по клиринговым расчётам с Кампучией       | 209          | Ж09         | C09           |
| США доллары по клиринговым расчетам с Ираном                          | 311          | И11         | E11           |
| США доллары расчетные с платежом в ангольских кванзах                 | 408          | Л08         | H08           |
| Вьетнамские донги по счету неторговых платежей с Вьетнамом            | 509          | П09         | K09           |
| Рубли по госкредитам с Албанией Польские злотые по расчетам с Польшей | 615 —        | — Ф04       | — M04         |
| США доллары по клирингу с Китаем                                      | 751          | Ш51         | P51           |
| Рубли переводные по расчетам с Вьетнамом                              | 862          | Э62         | T62           |
| США доллары по бартеру с Кубой                                        | 901          | Ю01         | X01           |

## Сравнительная таблица редакций и версий классификатора
В таблице в сравнительном виде представлены основные характеристики трёх редакций классификатора клиринговых валют (ККВ ВЭБ, ККВ ГТК и ККВ ЦБ РФ), а также одной из версий действующего стандарта — ККВ ФТС.
| Редакция (версия) классификатора | Редакция (версия) классификатора | Издатель | Особенности кода              | Прочие особенности | Основные даты           | Основные даты  | Основные даты        | Основные даты           |
| Краткое наименование             | Полное наименование | Издатель | Особенности кода              | Прочие особенности | Утверждён               | Вступил в силу | Последнее обновление | Утратил силу            |
| -------------------------------- | --- | -------- | ----------------------------- | --- | ----------------------- | -------------- | -------------------- | ----------------------- |
| ККВ ВЭБ                          | Перечень кодов валют по учёту валютных фондов на внебалансовых валютных счетах                                                                     | ВЭБ      | Цифровой                      | Являлся составной частью Общесоюзного классификатора валют | 22.03.1984              | н/д            | 24.01.1997           | 31.12.1996 (31.08.1997) |
| ККВ ГТК                          | Классификатор клиринговых валют (Перечень используемых клиринговых валют)                                                                          | ГТК      | Буквенно-цифровой (кириллица) | Не включал клиринговые валюты, где базовой денежной единицей являлся рубль | 06.01.1997 (24.04.1997) | 01.01.1997     | 24.01.1997           | 31.12.1997              |
| ККВ ЦБ РФ                        | Классификатор валют по межправительственным соглашениям, используемых в банковской системе Российской Федерации (Классификатора клиринговых валют) | ЦБ РФ    | Буквенно-цифровой (латиница)  | Включает полный перечень клиринговых валют | 28.07.1997              | 01.09.1997     | 13.08.1998           | Действует               |
| ККВ ФТС                          | Таблица соответствия клиринговой валюты и базовой валюты по Общероссийскому классификатору валют                                                   | ФТС      | Буквенно-цифровой (латиница)  | Указано соответствие валюты клирингового учёта (базовой валюты) валюте, включённой в Общероссийский классификатор валют. Не включает клиринговые валюты, где базовой денежной единицей является рубль. Вторичный по отношению к ККВ ЦБ РФ документ | 21.08.2007              | 01.01.2008     | 21.12.2011           | Действует               |

## Коды клиринговых валют
Наименования валют приводятся в том написании, в котором они зафиксированы в оригинальных классификаторах без учёта несущественных расхождений. Существенные различия помечаются примечаниями.